# Ethridge
Ethridge é uma cidade  localizada no estado norte-americano de Tennessee, no Condado de Lawrence.

## Demografia
Segundo o censo norte-americano de 2000, a sua população era de 536 habitantes.
Em 2006, foi estimada uma população de 553, um aumento de 17 (3.2%).

## Geografia
De acordo com o United States Census Bureau tem uma área de
3,0 km², dos quais 3,0 km² cobertos por terra e 0,0 km² cobertos por água. Ethridge localiza-se a aproximadamente 306 m acima do nível do mar.

## Localidades na vizinhança
O diagrama seguinte representa as localidades num raio de 32 km ao redor de Ethridge.